# Asarum magnificum
Asarum magnificum Tsiang ex C.Y.Cheng & C.S.Yang – gatunek rośliny z rodziny kokornakowatych (Aristolochiaceae Juss.). Występuje naturalnie w południowo-wschodnich Chinach – w prowincjach Guangdong oraz Hunan. 

## Morfologia
PokrójBylina z pionowymi kłączami o średnicy 2–3 mm.
LiściePojedyncze, mają kształt od trójkątnie owalnego do eliptycznie owalnego. Mierzą 6–13 cm długości oraz 5–12 cm szerokości. Są ciemnozielone z jasnozielonymi plamkami, od spodu mniej lub bardziej owłosione. Blaszka liściowa jest o sercowatej nasadzie i ostrym lub krótko spiczastym wierzchołku. Ogonek liściowy jest nagi i dorasta do 6–16 cm długości.
KwiatySą promieniste, obupłciowe, pojedyncze. Okwiat ma dzbankowato okrągły kształt i purpurowo zielonkawą barwę, dorasta do 3–5 cm długości oraz 4–5 cm szerokości. Listki okwiatu mają trójkątnie owalny kształt, z białymi plamkami u podstawy. Zalążnia jest dolna ze zrośniętymi słupkami.

## Biologia i ekologia
Rośnie w lasach oraz zaroślach. Występuje na wysokości od 300 do 700 m n.p.m. Kwitnie od kwietnia do maja.